# Assedio di Milano (1162)
L'assedio di Milano fu un episodio militare avvenuto tra il 30 maggio 1161 e il 28 febbraio 1162 che vide contrapposti l'esercito dell'imperatore Federico I Barbarossa del Sacro Romano Impero e le milizie del Comune di Milano. Si concluse con la vittoria imperiale e la distruzione di Milano.

## Antefatti

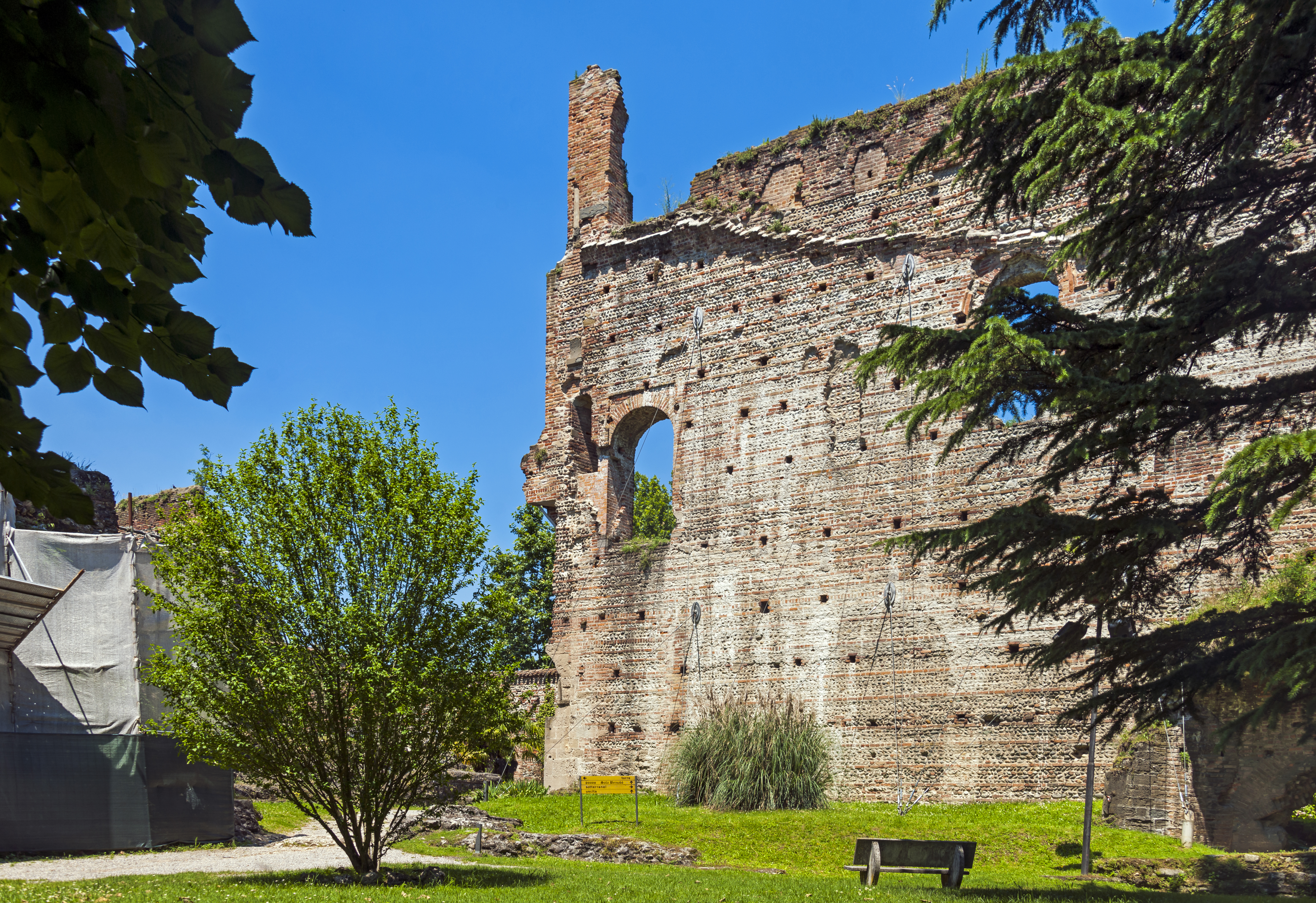
Le rovine del castello di Trezzo sull'Adda

In seguito alla Seconda Dieta di Roncaglia dell'11 novembre 1158, a causa delle eccessive pretese del Barbarossa che in parte violavano l'umiliante trattato di pace stabilito il 7 settembre, i milanesi ripresero le ostilità. Dopo aver catturato il castello di Trezzo e aver preso prigionieri oltre duecento cavalieri tedeschi furono attirati in trappola e sconfitti nella battaglia di Siziano del 15 luglio 1159. Il 7 settembre, dopo la morte di papa Adriano IV fu eletto al soglio pontificio Alessandro III tuttavia sei cardinali decisero di nominare un antipapa, Vittore IV, che fu subito appoggiato dai ghibellini. Il 25 gennaio 1160, dopo quasi sette mesi di assedio, cadde la città di Crema, storica alleata dei milanesi.
Il 27 febbraio il legato pontificio Giovanni da Anagni giunse a Milano e dopo un colloquio con l'arcivescovo Umberto I da Pirovano, pubblicò la scomunica nei confronti del Barbarossa e di Vittore IV nella cattedrale di Santa Maria Maggiore. Il 12 marzo la scomunica venne estesa ai consoli e ai vescovi delle città ghibelline, ai conti del Seprio e della Martesana così come a Guglielmo V del Monferrato e a Guido III di Biandrate e il 27 dello stesso mese dichiarò nulli i decreti imperiali.
Nei mesi successivi i milanesi tentarono inutilmente di catturare Lodi dopodiché attaccarono l'Alta Brianza ed assediarono il castello di Carcano. Pochi giorni dopo il Barbarossa giunse con il suo esercito nei pressi del castello e il 9 agosto 1160 costrinse i milanesi ad accettare battaglia ma fu sconfitto e riparò a Como.
Il 25 agosto si sviluppò un violento incendio a partire dalla casa di Lanfranco Cane, cittadino di Porta Comasina e a causa del vento e della struttura degli edifici (spesso in legno e addossati l'uno all'altro) si estese presto a tutti i borghi distruggendo o danneggiando le porte e consumando circa un terzo della città entro le mura romane di Milano. Insieme agli edifici, andarono in fumo gran parte delle scorte di cibo, bevande e biada stipate nei magazzini, ciò contribuì significativamente a ridurre la città alla fame durante l'assedio che subì l'anno successivo. L'incendio fu in seguito ricordato come il "Fuoco di Ciruno".
I milanesi decisero pertanto di approvvigionarsi a spese del nemico. Sfruttando alcuni cavalieri acquartierati ad Appiano e Mozzate effettuarono scorrerie nel Seprio, poi l'arcivescovo in persona entrò a Varese insieme a cento cavalieri e di lì a poco caddero Arcisate, Induno e Biandronno. Ciò fatto, stabilirono i quartieri invernali in quei luoghi vivendo a scapito del territorio circostante mentre il Barbarossa, acquartierato a Lodi per impedire ulteriori assalti alla città, trascorse l'inverno a Pavia. Il 17 marzo 1161 i milanesi aprirono la campagna militare assediando il castello di Castiglione Olona senza frutto poiché, proprio mentre il presidio stava per arrendersi per mancanza d'acqua, sopraggiunsero le forze imperiali e gli assedianti dovettero incendiare le macchine d'assedio e ritirarsi in città.

## Assedio

### Prima fase

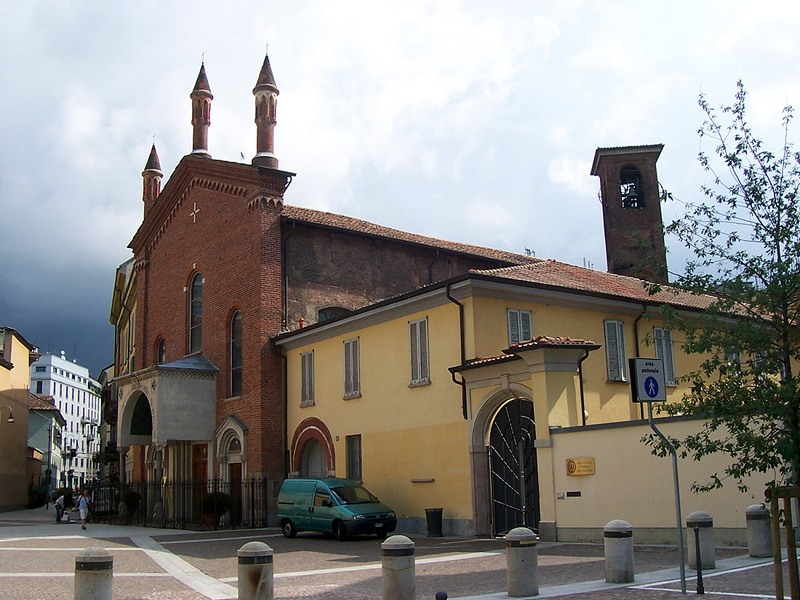
La basilica di San Calimero a Milano

Il 30 maggio il Barbarossa, dopo aver rimpolpato le file del proprio esercito grazie ai rinforzi provenienti dalla Germania, marciò da Lodi acquartierandosi poco fuori Milano in diversi accampamenti presso Morsenchio.  Nei due giorni successivi i tedeschi fecero terra bruciata di tutta la zona orientale della città, abbattendo alberi, tagliando viti e dando fuoco ai campi senza peraltro astenersi da alcune scorrerie fuori le mura dall'altezza della basilica di San Calimero, a sud-est della città, sino alla basilica di San Dionigi a nord-est. L'intento era ovviamente quello di ridurre la città alla fame bloccando il rifornimento di vettovaglie da parte dei bresciani, dei piacentini e del contado. All'imperatore era infatti certamente giunta notizia del pessimo stato in cui si trovavano le scorte della città, dal momento che quelle dell'anno precedente erano andate in fumo proprio poco dopo il raccolto. 

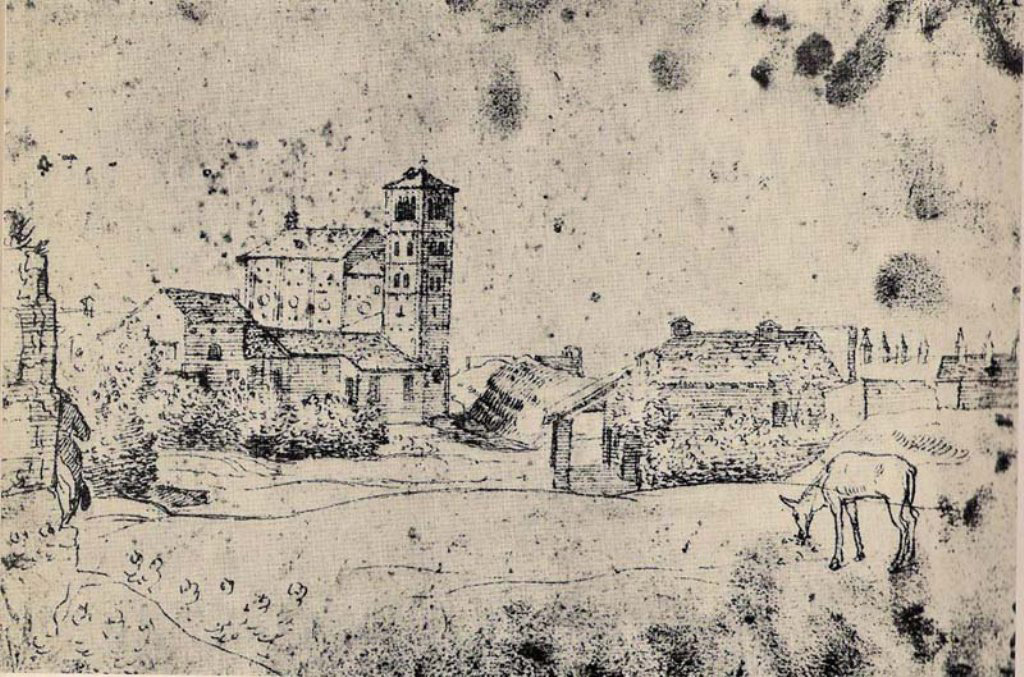
La basilica di San Dionigi a Milano alla fine del XVI secolo

Il 1 giugno l'esercito imperiale avanzò accampandosi attorno alla basilica di San Dionigi e fu subito impegnato in battaglia da una sortita dei milanesi, contro i quali il Barbarossa inviò astutamente i soli alleati pavesi, lodigiani e cremonesi, così da indebolire sia i difensori che i litigiosi italiani in generale. Durante lo scontro fu catturato un certo Adamo de' Paladini che fu impiccato ad un albero quale monito per gli assediati. Il giorno seguente tuttavia i milanesi tentarono una nuova sortita che non ebbe miglior esito della prima dal momento che i pavesi e i lodigiani li ricacciarono dentro Porta Orientale e Porta Nuova facendone cadere diversi dentro il fossato. Nei giorni successivi l'accampamento imperiale fu spostato tra Porta Comasina e Porta Vercellina e vi furono ulteriori sortite che ebbero lo stesso esito delle precedenti. Verso l'11-12 giugno l'accampamento fu ulteriormente spostato davanti a Porta Ticinese. I tedeschi non mancarono, nello spostarsi tra un luogo e l'altro, di devastare tutta la campagna entro dieci o quindici miglia dalla città, dopodiché si incamminarono verso Lodi.
Già a fine maggio a Milano si erano eletti due uomini per parrocchia e successivamente tra questi tre per ciascuna delle sei porte maggiori al fine di razionare e regolare la vendita di cibo e bevande, nonché per assicurare il denaro sufficiente alla sopravvivenza dei poveri. Questa iniziativa, pur lodevole, non fece altro che incattivire il popolo che, spinto dai disagi e dalla fame, iniziò a dividersi tra coloro che spingevano per resistere all'assedio e coloro che volevano invece trovare un accordo con l'imperatore. Allo stesso modo alcuni nobili rimasero coraggiosamente in città, altri passarono dalla parte del nemico.
Nel frattempo il Barbarossa si era recato a Lodi, lasciando parte dei soldati tedeschi tra Corneliano e Comazzo. Il 28 giugno, a Lodi, Vittore IV e i cardinali scismatici scomunicarono Umberto I da Pirovano, arcivescovo di Milano e insieme a lui i vescovi delle città alleate di Brescia e Piacenza così come i consoli delle tre città. All'inizio di luglio i milanesi assalirono la scorta di Uguccione, vescovo di Vercelli, ma furono respinti con perdite e furono catturati quattro cavalieri.

### Seconda fase

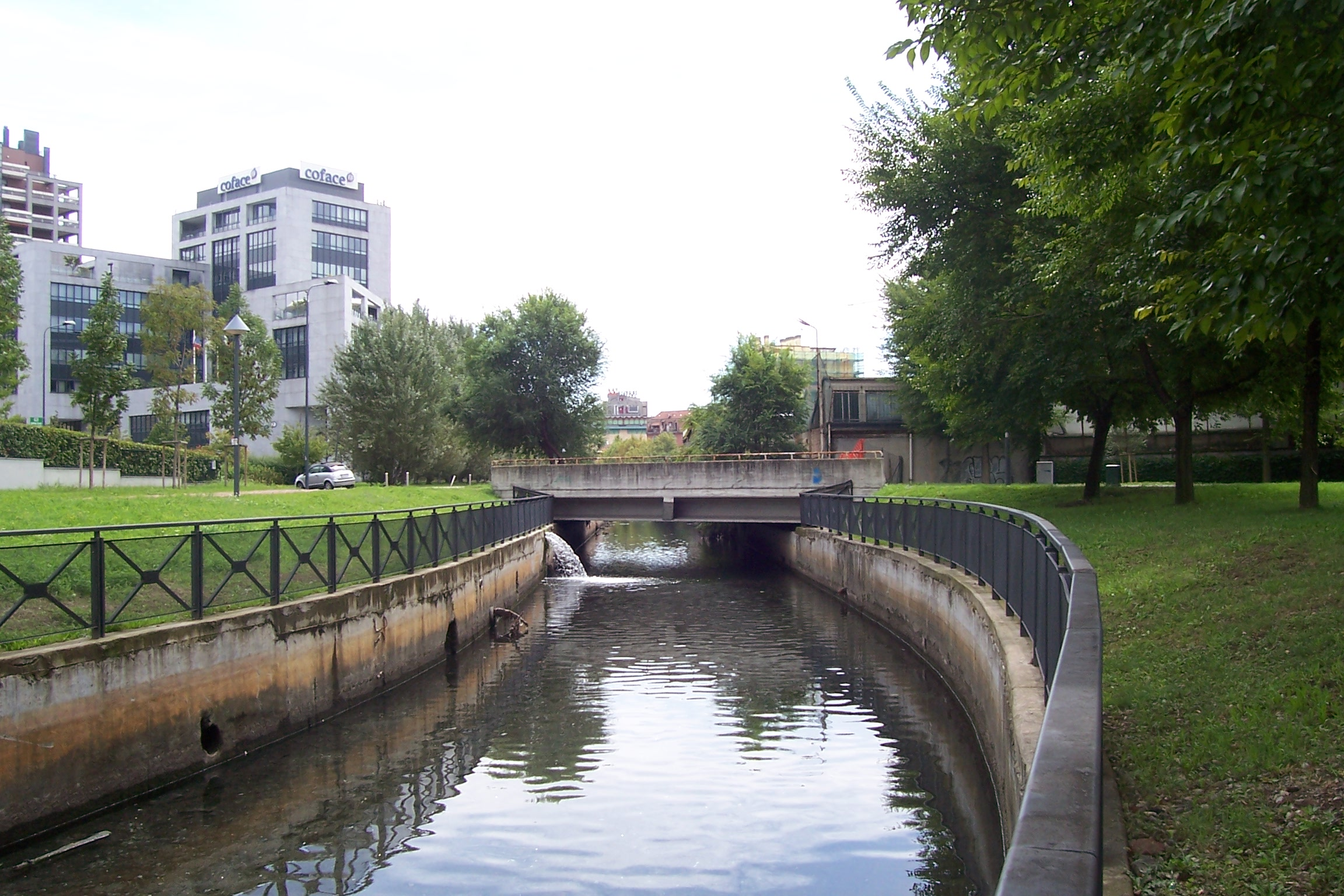
Un piccolo fontanile si getta nella Vettabbia a Milano all'interno del Parco delle memorie industriali

All'inizio di agosto il Barbarossa tornò con l'esercito a devastare le campagne milanesi e si accampò a Melegnano. Il 7 agosto i consoli di Milano si abboccarono con Vladislao II di Boemia, Corrado Hohenstaufen, conte palatino del Reno e fratellastro dell'imperatore, Ludovico II di Turingia, suo cognato e langravio di Turingia per ottenere un salvacondotto grazie al quale avrebbero trattato la resa della città. Gli fu accordato ma il giorno successivo, mentre i consoli si stavano incamminando per raggiungere i signori tedeschi, l'arcicancelliere Rainaldo di Dassel li fece catturare a tradimento senza consultarsi con gli altri, probabilmente per ordine dello stesso Barbarossa. I milanesi tentarono una sortita per liberare i consoli ma furono sconfitti dall'intervento dell'imperatore in persona mentre i signori tedeschi, irritati dal comportamento dell'arcicancelliere, si rifiutarono di intervenire.
Il Barbarossa però volle spingersi all'inseguimento del nemico fin sotto i bastioni di Porta Romana dove i fuggitivi si riorganizzarono e ingaggiarono i tedeschi in una nuova mischia; qui fu ammazzato il cavallo dell'imperatore ed egli stesso fu leggermente ferito e dovette ritirarsi. Nello scontro vi furono molti morti e feriti da ambo le parti ma gli imperiali riuscirono a catturare ottanta cavalieri e duecentosessantasei fanti milanesi. Il 9 agosto l'accampamento imperiale venne trasferito a San Donato, tre giorni dopo vi fu una sortita di scarsa entità che determinò scontri davanti ad una delle porte infine il 14 agosto l'imperatore piantò il campo tra Porta Ticinese e Porta Orientale. Nei giorni successivi fece tagliare le mani a tutti i cittadini catturati fuori dalle mura della città. Accadde un giorno che un gruppo di cacciatori tedeschi tornasse da una battuta di caccia nei boschi attorno a Morimondo nella quale erano riusciti a uccidere un cervo. I milanesi li attesero presso il ponte Credario, sulla Vettabbia e li spogliarono di tutti i loro averi, risparmiando loro la vita. I consoli di Milano, per timore di rappresaglie, si affrettarono a cedere il maltolto, fatta eccezione del cervo. 

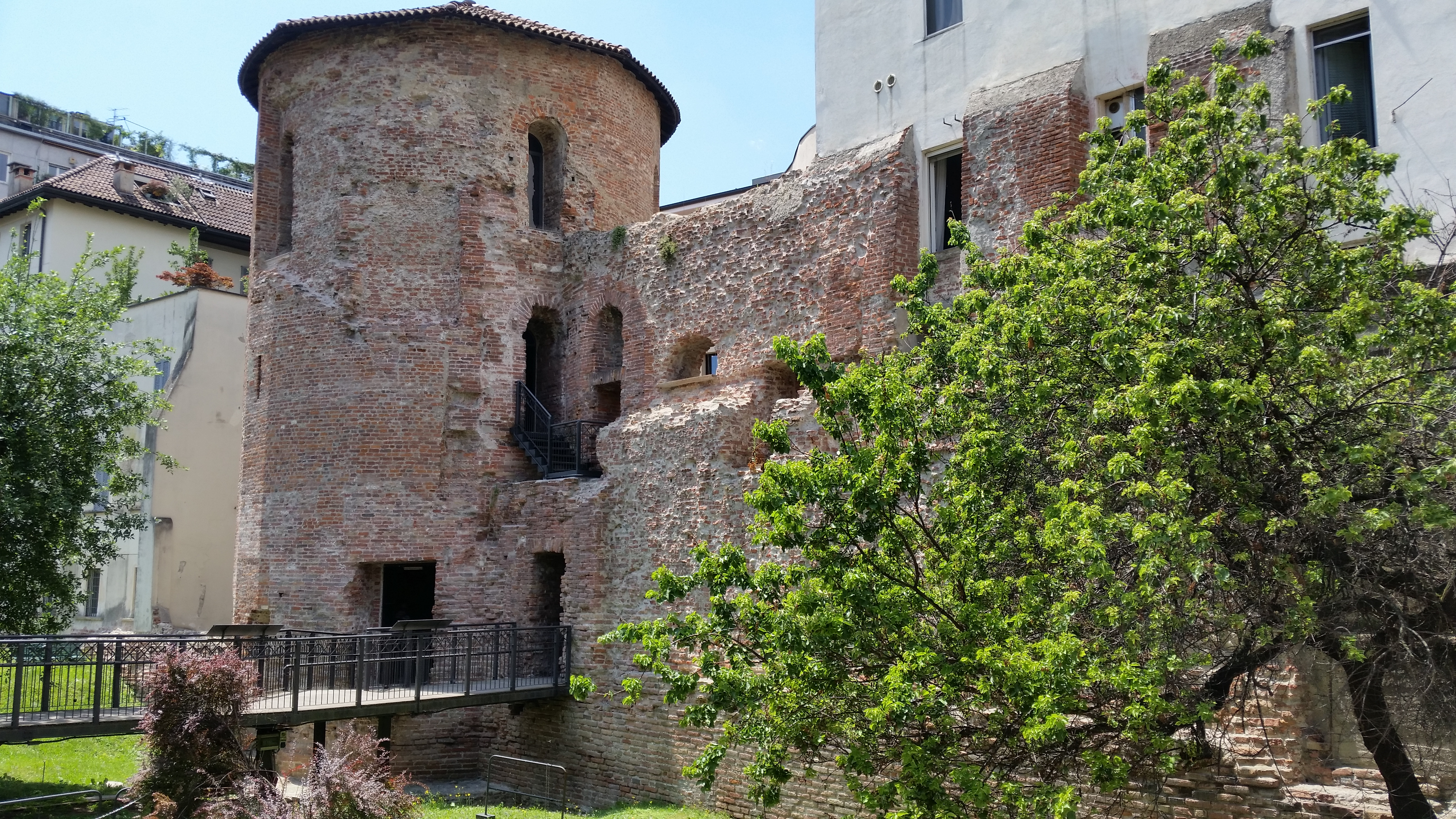
Un breve tratto delle mura romane di Milano. Questi resti si trovano all'interno del cortile del Civico museo archeologico di Milano

In autunno il Barbarossa tolse ancora una volta il campo e andò a svernare prima a Pavia poi a Lodi. Inviò il fratello Corrado, Guglielmo V del Monferrato e Guido III di Biandrate a presidio del castello di Mombriano, presso San Colombano e lasciò guarnigione tedesche a Rivolta e Capriate in modo da bloccare i tentativi di approvvigionamento di Milano da parte di bresciani e piacentini. Fece poi cavare gli occhi a cinque nobili milanesi, al sesto ne cavò uno solo e gli tagliò il naso affinché potesse guidare i compagni sino a Milano. Malgrado la fame e le crudeltà dell'imperatore, Milano continuò a resistere fino alla fine dell'anno.

### Trattative e resa incondizionata
All'inizio del 1162 la carestia a Milano era tale che, secondo Sire Raul,  era stato eletto tra coloro che erano deputati al razionamento del cibo, si pagava uno staio di legumi o di biada ben venti denari, uno staio di sale trenta soldi e una libbra di carne bovina ventuno soldi. La fame estrema spinse i consoli a cercare di venire nuovamente a patti perciò, dopo aver raccolto una considerevole somma di denaro da offrire all'imperatore, elessero Anselmo dall'Orto e altri sette cittadini che vennero inviati a Lodi.
Furono ricevuti dal Barbarossa e secondo Johannes Burckardt proposero queste condizioni: i milanesi avrebbero distrutto le mura romane di Milano e le torri di Milano senza più ricostruirle se non per ordine dell'imperatore, riempito i fossati, versato una grossa somma di denaro, ceduto trecento ostaggi a scelta dell'imperatore che sarebbero rimasti suoi prigionieri per tre anni, permesso l'ingresso in città all'imperatore e al suo esercito, costruito un nuovo palazzo imperiale, espulso tremila cittadini, infine avrebbe abbandonato l'alleanza con qualsivoglia città. Il Morena le limita invece alla demolizione delle mura e del fossato e all'accettazione di un podestà di nomina imperiale. In ogni caso il Barbarossa rifiutò tutte queste offerte asserendo che Milano doveva arrendersi senza condizioni.

## Conseguenze
Il 1 marzo, gli otto consoli di Milano seguiti da altrettanti cavalieri, si recarono di nuovo a Lodi dall'imperatore con le spade sguainate sul collo in segno di resa e giurarono di sottomettersi alla volontà dell'imperatore, baciandogli i piedi. Il 4 marzo furono raggiunti da trecento cavalieri tra i quali vi erano trentasei bandierai recanti i vessilli dei sei sestieri e delle trenta contrade della città. Furono consegnate all'imperatore le chiavi della città, ovvero quelle delle porte e di tutte le fortezze. Il 6 marzo, per ordine dell'imperatore, giunsero in una maestosa processione a Lodi tutti coloro che avevano ricoperto la carica di console nei tre anni precedenti insieme a diversi cavalieri e ad a un migliaio di fanti che recavano il Carroccio, le novantaquattro insegne delle parrocchie cittadine, il gonfalone della città e due trombe, simbolo del governo comunale. Tutti chiesero pietà all'imperatore e l'ottennero ma il Barbarossa, impressionato dalla scena, ordinò di ripeterla il giorno successivo per umiliarli ulteriormente. 

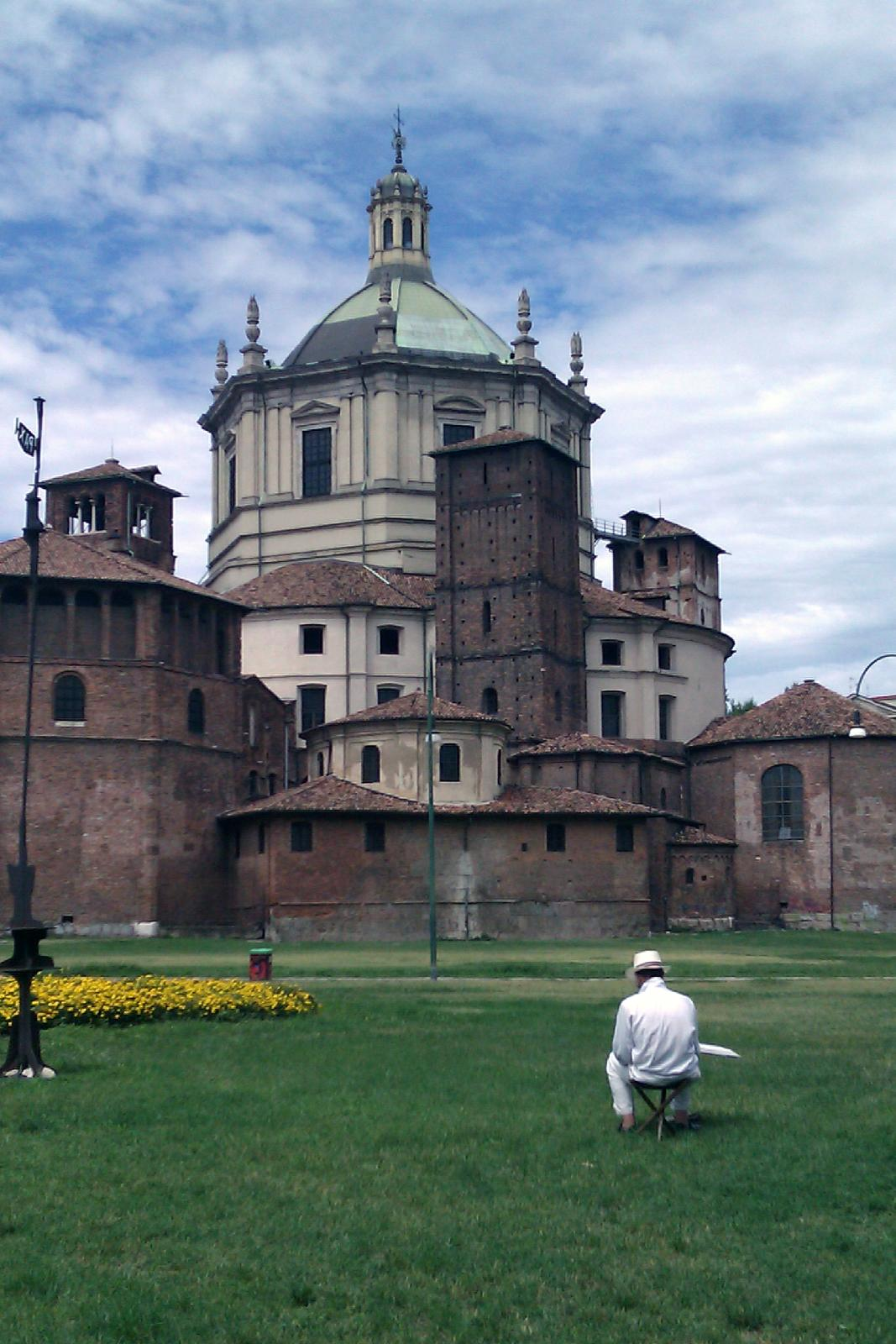
Scorcio della basilica di San Lorenzo a Milano visto dal Parco delle Basiliche

L'imperatore impose quindi le seguenti condizioni: ai milanesi sarebbe stata risparmiata la vita e concesso il mantenimento dei beni allodiali, in cambio avrebbero dovuto rinunciare a tutte le regalie, che gli fossero consegnati quattrocento ostaggi tra i magistrati e i cittadini più insigni mentre a tutti gli altri sarebbe stato concesso di tornare a casa dopo il giuramento di fedeltà. Volle inoltre che si distruggessero tutte le porte e le mura della città oltre a tutti gli edifici entro una certa distanza dalle mura così che non vi fossero impedimenti per i soldati. Il giorno dopo i cittadini dovettero giurare fedeltà a sei lombardi e sei tedeschi; a ciascuna coppia fu affidata una delle sei Porte maggiori. Compiuta l'opera, Federico si portò a Pavia per festeggiare, con un lungo stuolo di prigionieri milanesi vestiti a lutto, nobili e popolani, fatto che per molto tempo segnò la coscienza dei milanesi e che fece sì che altre città lombarde e non, si piegassero alla volontà del Barbarossa senza opporgli resistenza.
Durante il soggiorno a Pavia il Barbarossa, pressato dalle città lombarde alleate (Cremona, Lodi, Pavia, Como, Novara, Vercelli) decise infine di radere al suolo Milano. Queste città erano infatti al contempo timorose e invidiose della potenza che Milano aveva acquisito nei secoli e desideravano espandere i loro commerci e la loro influenza nella Pianura Padana a scapito della vicina metropoli.  Il 18 marzo l'arcivescovo Umberto da Pirovano, che aveva forse ricevuto in anticipo voci sulla decisione dell'imperatore, insieme ai maggiori esponenti della diocesi milanese, lasciò la città e si rifugiò presso papa Alessandro III a Genova. Il giorno successivo, quarta domenica di Quaresima, giunse ai milanesi l'ordine di abbandonare completamente la città entro otto giorni. I più, dopo aver salvato i beni più preziosi, si accamparono nei monasteri che sorgevano fuori dalle mura cittadine ma altri si dispersero nel contado e nelle vicine città disposte ad accoglierli. Così gli abitanti di Porta Ticinese attorno alla basilica di San Lorenzo Maggiore, quelli di Porta Romana presso la chiesa di San Celso, quelli di Porta Orientale e Porta Nuova alla basilica di San Dionigi, quelli di Porta Comasina nella basilica di San Simpliciano infine quelli di Porta Vercellina presso la basilica di San Vittore al Corpo.
Il 26 marzo il Barbarossa si recò a Milano per godersi l'incendio ed il saccheggio della città, che venne portato avanti con ordine e precisione dai soldati delle città rivali: i cremonesi distrussero il sestiere di Porta Romana, i lodigiani quello di Porta Orientale, i pavesi Porta Ticinese, i comaschi Porta Comacina, i novaresi Porta Vercellina, mentre Porta Nuova venne devastata dai seguaci del conte di Seprio e Martesana. Furono risparmiati dalla distruzione soltanto i luoghi sacri.